# Wellcome Library
La Wellcome Library est une bibliothèque fondée sur la collection de Sir Henry Wellcome (1853-1936), dont la fortune personnelle lui a permis de créer une des plus ambitieuses collections du XXe siècle,,,. Henry Wellcome s'intéressait à l'histoire de la médecine au sens large en y incluant des sujets comme l'alchimie ou la sorcellerie, mais aussi l'anthropologie et l'ethnographie.
Depuis la mort d'Henry Wellcome en 1936, le Wellcome Trust a été responsable du maintien de la collection de la bibliothèque et du financement de ses acquisitions.
La bibliothèque est gratuite et ouverte au public.